# Skalița, Iambol
Skalița (în bulgară Скалица) este un sat în comuna Tundja, regiunea Iambol,  Bulgaria. 

## Demografie
Componența etnică a satului Skalița
     Bulgari (90,43%)
     Romi (7,21%)
     Nicio identificare (1%)
     Altele (1,34%)
La recensământul din 2011, populația satului Skalița era de 596 locuitori. Din punct de vedere etnic, majoritatea locuitorilor (90,43%) erau bulgari, cu o minoritate de romi (7,21%). Pentru 1% din locuitori nu este cunoscută apartenența etnică.